# سيزار لوزانو
سيزار لوزانو (بالإسبانية: César Amado Lozano)‏ (31 مايو 1977 في المكسيك - ) هو لاعب كرة قدم مكسيكي في مركز حراسة المرمى. لعب مع نادي تشياباس ونادي تولوكا ونادي سان لويس وIndios de Ciudad Juárez ‏.

## وصلات خارجية
- سيزار لوزانو على موقع قاعدة بيانات كرة القدم.إي يو (الإنجليزية)